# Tryssogobius porosus
Tryssogobius porosus és una espècie de peix de la família dels gòbids i de l'ordre dels perciformes.

## Morfologia
- Els mascles poden assolir 2,8 cm de longitud total.
- Nombre de vèrtebres: 26.[4]

## Hàbitat
És un peix marí, de clima temperat i bentopelàgic que viu entre 18-100 m de fondària.

## Distribució geogràfica
Es troba a la Xina i Taiwan.

## Observacions
És inofensiu per als humans.